# عملیات اراده جدی
عملیات ارادهٔ جدی (به انگلیسی: Operation Earnest Will) عملیات ارتش آمریکا برای حفاظت از نفتکش‌های کویتی از حمله ایران در ۱۹۸۷ و ۱۹۸۸ در زمان جنگ نفت‌کش‌ها در اواخر جنگ ایران و عراق بود.
این عملیات بزرگ‌ترین عملیات حفاظتی بعد از جنگ جهانی دوم بود.

## پیشینه
کشتی‌های جنگی آمریکایی در خلیج فارس یکی از قسمت‌های مشخص این عملیات بود؛ ولی هواپیماهای آواکس نیروی هوایی اطلاعات اصلی از حمله کننده‌های احتمالی را در اختیار کشتی های تجاری و بالگردهای عملیات ویژه ارتش قرار می‌دادند.
در دسامبر ۱۹۸۶، دولت کویت از کابینه رونالد ریگان ریس جمهور وقت ایالات متحده تقاضا کرد تا نیروی دریای آمریکا را برای حفاظت از نفت‌کش‌های کویتی به خلیج فارس اعزام کند.
به این دلیل که قوانین آمریکا استفاده از کشتی‌های نیروی دریایی برای اسکورت دیگر کشورها با پرچم خارجی را ممنوع کرده‌است، ارتش این کشور این درخواست کویت را رد کرد. به نظر می‌رسد امکان حضور ناوگان اتحاد جماهیر شوروی و موافقت قبلی روس‌ها با اجاره دادن سه نفت کش به کویت، سبب گردید تا آمریکا سرانجام با اعزام ناوگان خود برای حمایت از نفتکش‌های کویتی که اینک دوباره با نام آمریکایی ثبت شده بودند و پرچم آمریکا داشتند موافقت کند.
حتی قبل از عملیات اراده جدی مشخص شد که خلیج فارس چقدر می‌تواند ناامن باشد، در ۱۷ مه، هواپیمای جنگی عراقی دو موشک اگزوست (به انگلیسی: Exocet) به سمت ناوچه موشک‌انداز استارک (به انگلیسی: USS Stark) شلیک کرد که باعث کشته شدن ۳۷ و زخمی شدن ۲۱ نفر شد، منابع رسمی عراقی البته اذعان داشتند که حمله اشتباهی صورت گرفته‌است.

## اجرای عملیات
عملیات اراده جدی با حرکت اولین کاروان اسکورت نفتکش‌های کویتی در تاریخ ۲۴ ژولای ۱۹۸۷ آغاز شد. در این عملیات تأمین امنیت نفتکش الرخاره (به انگلیسی: Al-Rekkare) برعهده کشور آمریکا بود و به همین دلیل نفتکش کویتی با نصب پرچم آمریکا و تغییر اسم خود به بریجتون (به انگلیسی: Bridgeton) توسط ناوهای جنگی آمریکا اسکورت شد تا از تنگه هرمز و خلیج فارس عبور نماید. برای حفظ امنیت نفتکش بریجتون، سه ناو جنگی به نام‌های کید، فوکس و کروملین در اطراف آن قرار گرفتند و مجموعه کاروان، شکل یک پیکان را به خود گرفته بود. بریجتون در فاصله ۱۳ مایلی غرب جزیره فارسی با مین‌های ایرانی برخورد کرد و یک حفره به اندازه ۴۳ مترمربع در بدنه نفتکش ایجاد شد. فرماندهٔ نفتکش بریجتون با بی‌سیم به ناوشکن‌های آمریکایی اطلاع داد که ما مورد اصابت قرار گرفتیم و در میدان مین قرار داریم. بعد از آسیب دیدن بریجتون، ناوهای آمریکایی تغییر آرایش دادند و هر سه خود را به پشت نفتکش رساندند تا مورد اصابت قرار نگیرند و نفتکش بریجتون به عنوان سپر محافظ برای ناوهای جنگی بود. منطقه‌ای که نفتکش بریجتون مورد اصابت قرار گرفت تحت فرماندهی نادر مهدوی (فرمانده منطقه دوم نیروی دریایی سپاه) قرار داشت و نیروهای نادر مهدوی این منطقه را مین گذاری کرده بودند. خبر اصابت بریجتون با مین در رسانه‌های خبری سر و صدای زیادی کرد.

## نتیجه
پس از این عملیات و عملیات‌های بعدی امنیت به خلیج فارس بازگشت و تعرض ایران به کشتی‌های بی‌طرف به صورت چشمگیر کاهش یافت. همچنین این عملیات به همراه عملیات آخوندک کمک به راضی کردن جمهوری اسلامی ایران به پذیرفتن آتش بس و پایان جنگ هشت ساله با عراق شد.